# Чикусеј
Чикусеј (јап. 筑西市) град је у Јапану у префектури Ибараки. Према попису становништва из 2005. у граду је живело 112.581 становника.

## Становништво
Према подацима са пописа, у граду је 2005. године живело 112.581 становника.
| 1995.   | 2000.   | 2005.   |
| ------- | ------- | ------- |
| 118.078 | 116.120 | 112.581 |